# Zeven Hoofdzonden (schilderij)
De Zeven Hoofdzonden is een schilderij van de Zuid-Nederlandse schilder Jheronimus Bosch, dit schilderij hangt in het Museo del Prado in Madrid.

## Voorstelling
Het werk bestaat uit vijf cirkels met daarbinnen verschillende voorstellingen. De grote cirkel in het midden is opgedeeld in zeven vlakken met in elk vlak een afbeelding van een van de zeven hoofdzonden. De vier kleinere cirkels in de hoeken van het schilderij bestaan uit voorstellingen die te maken hebben met de dood en het hiernamaals. De manier waarop het schilderij is opgebouwd laat zich met geen enkel ander schilderij vergelijken. Vermoed wordt dat het is ontleend aan het Buch der kunst dadurch ein weltlich mensch mag geistlich werden. In dit boek, dat in in 1477 in Augsburg werd uitgegeven, bevindt zich een houtsnede waarop de zeven hoofdzonden in een rad zijn afgebeeld. Volgens Bosch-kenner Charles de Tolnay is het compositieschema echter afkomstig van middeleeuwse afbeeldingen van het universum en de daarbij horende astronomische sferen. In het midden van de centrale cirkel bevindt zich een halfnaakte Jezus, afgebeeld als Man van Smarten, met daaronder de tekst:

Cave cave d[omi]n[u]s videt(Pas op, pas op, de heer ziet)

Volgens De Tolnay hangt deze tekst samen met christelijke leerdichten zoals Freidanks Bescheidenheit, waarin gewaarschuwd wordt voor de Voorzienigheid Gods. Om deze Jezusfiguur bevindt zich een stralenkrans, mogelijk een vereenzelviging van Jezus met de zon, een vergelijking die ook in de Bijbel voorkomt. Volgens Bosch-kenner Roger Henri Marijnissen is deze vorm bedoeld als oogappel. De vergelijking van Christus als oogappel komt voor in Guillaume de Digullevilles Pèlerinage de la vie humaine uit de 14e eeuw, dat in 1486 in het Middelnederlands verscheen onder de titel Dat boeck vanden pelgherym.

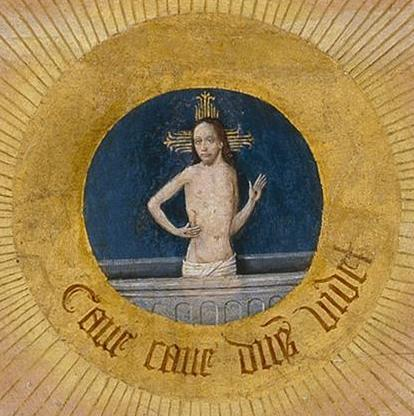
Detail: Christus als man van smarten.

Besiet hoe zeer cleyn dat de appel is daer gij een geheel mensch in begrijpt. In een spigel diesgelijc [...] De opperste appel is ihesus xpus die een spiegel is sonder smette daer elckerlijc in sien mach zijn selfs aensichte. In dese spiegel sulstu dy spiegelen ende daer nae leven want alstu dy daer wel in spiegelt dijn wech sal veel te lichter weesen.(Zie hoe klein de [oog]appel is, terwijl je er een heel mens in kunt leren kennen. Net als in een spiegel. [...] De hoogste [oog]appel is Jezus Christus, die is als een smetteloze spiegel waarin iedereen zijn eigen aangezicht in kan zien. Aan deze spiegel moet je je spiegelen en daarnaar leven, want als je je hier goed in spiegelt, zal je leven een stuk gemakkelijker zijn.)
— Guillaume de Digulleville

### De zeven hoofdzonden

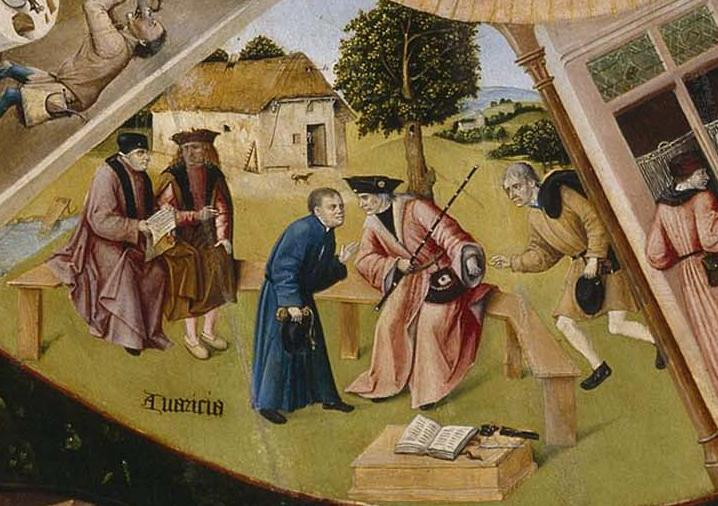
Detail: Hebzucht (Avaricia).

De zeven hoofdzonden zijn voorgesteld als zeven kleine taferelen: Woede (Ira) als boeren, vechtend op een weide voor een herberg, Afgunst (Invidia) als een burenruzie in een kleine stad, Hebzucht (Avaricia) als corrupte rechter, Onmatigheid (Gula) als een smulpartij in een herberg, Luiheid (Accidia) als een ingedutte man die zijn geloof verwaarloost, Wellust (Luxuria) als een decadent gezelschap in de buitenlucht en IJdelheid (Superbia) als een vrouw die zichzelf bewondert in een spiegeltje dat opgehouden wordt door een duiveltje. Elk van deze voorstellingen is voorzien van een bijschrift in het Latijn. Wat opvalt is dat de schilder in deze voorstellingen in veel gevallen de hogere standen een spiegel voorhoudt.

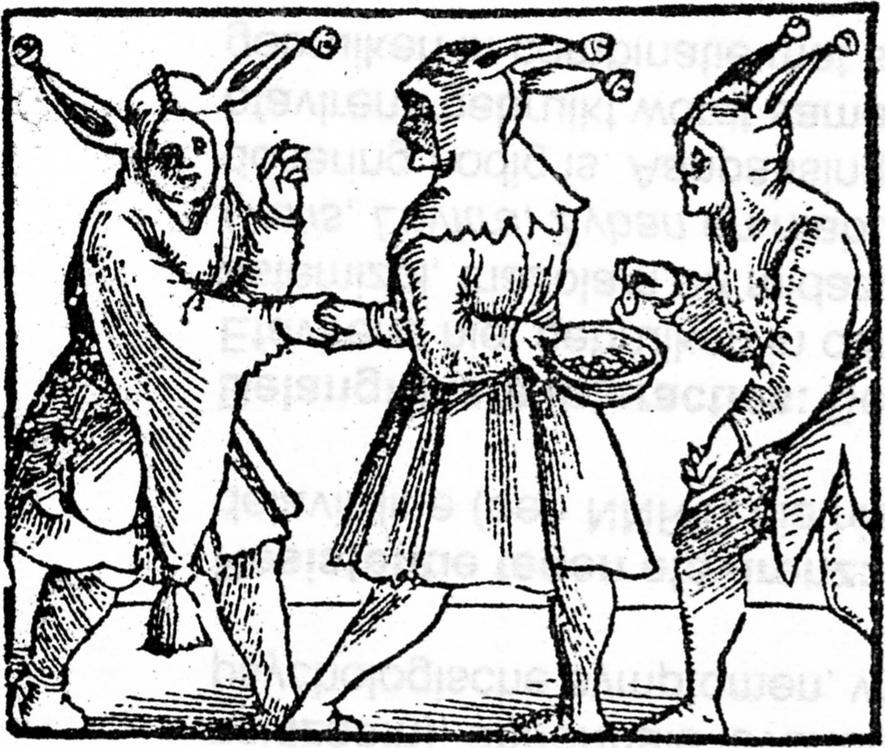
Houtsnede uit Doktor Murners Narrenbeschwörung (Straatsburg, 1512).

De hoofdpersoon in de voorstelling Hebzucht (Avaritia) is aan de staf in zijn rechterhand te herkennen als baljuw. De baljuw fungeerde in vredestijd ook als rechter. Met zijn linkerhand neemt hij steekpenningen aan. Deze voorstelling is vergelijkbaar met een houtsnede uit Thomas Mürners Narrenbeschwörung uit 1512, waarin de spot wordt gedreven met corrupte ambtsdragers.
De boerderij op de voorstelling Woede (Ira) behoort tot een type dat in Bosch' tijd veel in het huidige Noord-Brabant voorkwam. Aan de gevel hangt een rode vlag met de Brabantse leeuw.
Om de voorstellingen beter te kunnen duiden vergelijkt Charles de Tolnay ze met het miniatuur Deugden en zonden in Augustinus’ De stad Gods uit ongeveer dezelfde tijd. Deze voorstellingen, die eveneens in een cirkel geplaatst zijn, gaan nog steeds uit van middeleeuwse abstracties, terwijl de schilder deze tastbaar maakt door ze in de context van zijn eigen tijd te plaatsen. Bosch’ voorstellingen zijn dus eerder genre-achtig (zie Genrestuk) dan allegorisch (zie Allegorie). Het gevolg hiervan is, volgens De Tolnay, dat de schilder de mens niet a priori (van nature) als slecht neerzet, zoals voorheen, maar a posteriori (achteraf). Hiermee lijkt hij te willen aangeven dat de mens de keus heeft om over zijn eigen lot te beslissen. Waar zijn gedrag uiteindelijk toe kan leiden wordt in de hoekmedaillons aangegeven.

### De vier ‘uitersten’
|  |  |
|  |  |

In de hoekmedaillons zijn de Vier Uitersten afgebeeld: De Dood (linksboven), Het Laatste Oordeel (rechtsboven), De Hel (linksonder) en De Hemel (rechtsonder). Deze Vier Uitersten lijken hier in chronologische volgorde te zijn geplaatst: eerst komt de dood, dan het Laatste Oordeel, dan het vagevuur en dan pas de hemel. De manier waarop de schilder de Dood heeft afgebeeld komt overeen met gravures uit de Ars moriendi, bijvoorbeeld van de Duitse prentkunstenaar Meester E.S. De schilder voegt hier echter een tafereel aan toe, met de vrouw van de stervende, die zijn geld aan het tellen is. Bij het Laatste Oordeel laat de schilder de uitverkorenen weg, waarmee hij lijkt te willen aangeven dat we allemaal gedoemden en dus zondaars zijn. In de Hel zijn alle zeven straffen voor alle zeven hoofdzonden gecategoriseerd, zoals dit beschreven wordt in de Apocalyps. Dit werd in Noord-Europa pas aan het begin van de 15e eeuw zo uitgebeeld en dan aanvankelijk vooral als miniatuur. Bosch’ straffen voor gulzigheid en gierigheid (Gula en Avaricia) lijken ontleend aan een Italiaanse gravure uit omstreeks 1460. Het hemelbed, waarin overspeligen gestraft worden, komt overigens ook terug in een Laatste Oordeel-triptiek van Bosch waarvan alleen fragmenten van de zijvleugels bewaard zijn gebleven (zie Paradijs en hel). Het Paradijs, ten slotte, stelt de schilder zich voor als een wereld waar mannen en vrouwen, gescheiden van elkaar, een leven van meditatie leiden. Het motief in de hellescène van figuren die inhakken op iemand die op een aambeeld ligt, komt ook voor op een aan Bosch toegeschreven tekening. De authenticiteit van deze tekening is echter onzeker.

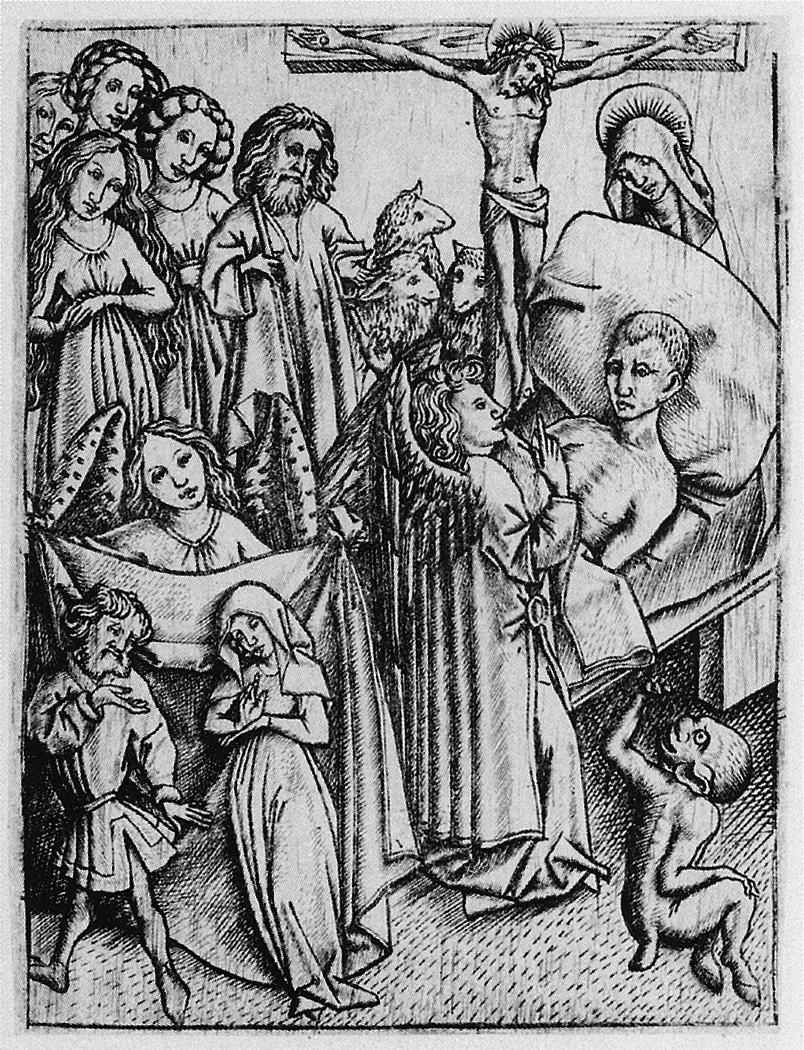
Meester E.S.. Ars Moriendi. Ca. 1450. Gravure.

Verder bevinden zich boven en onder de centrale cirkel nog de volgende twee Bijbelteksten:

Gens absque consilio est et sine prudentia Utinam saperent et intelligerent ac novissima providerent.(Want zij zijn een volk, dat door raadslagen verloren gaat, en er is geen verstand in hen. O, dat zij wijs waren; zij zouden dit vernemen, zij zouden op hun einde merken.)
— Deuteronomium, 32:28-29.

Anscondam faciem meam ab eis et considerabo novissima eorum.(En Hij zeide: Ik zal Mijn aangezicht van hen verbergen; Ik zal zien, welk hunlieder einde zal wezen; want zij zijn een gans verkeerd geslacht, kinderen, in welke geen trouw is.)
— Deuteronomium, 32:20.

## Functie
Omdat de centrale voorstelling van verschillende kanten bekeken kan worden houdt men er rekening mee dat het als tafelblad bedoeld kan zijn geweest. In het Prado wordt het schilderij om die reden dan ook liggend gepresenteerd. Volgens de kunsthistoricus Roger Marijnissen is het werk echter niet sleets genoeg om als tafelblad gediend te hebben. Hij suggereert dat het in opdracht van een hooggeplaatste geestelijke (een prelaat of een prior) gemaakt is en dat het deel uitmaakte van het plafond van zijn kamer of cel. Het is tevens het enige bekende werk van Bosch dat niet op baltisch eiken, maar op populierenhout is geschilderd. Een houtsoort die bv. ook voor muziekinstrumenten diende. De gebruikte houtsoort maakt het tevens onmogelijk de onderlaag te dateren aan de hand van jaarringenonderzoek

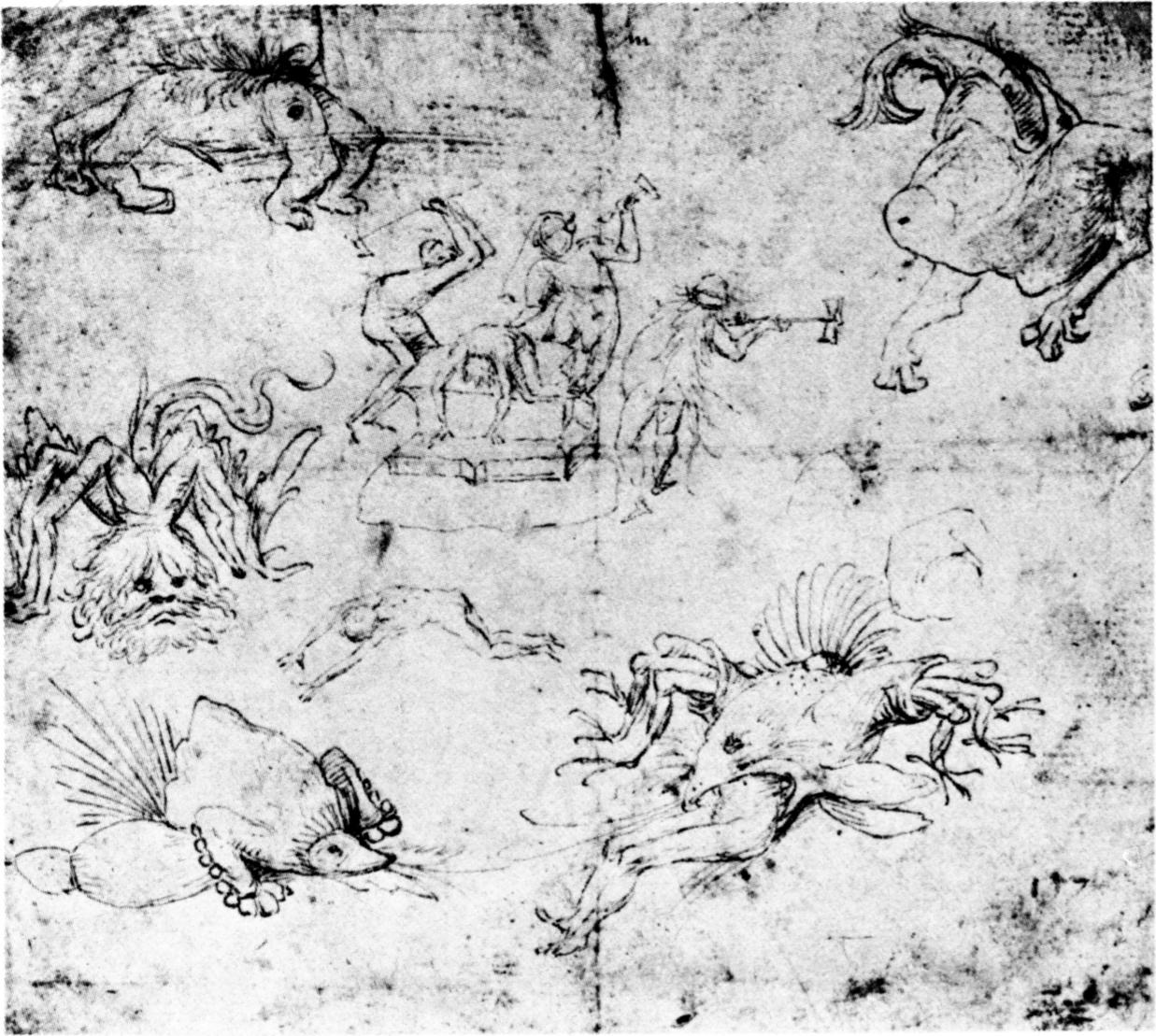
Toegeschreven aan Jheronimus Bosch. Helscène en monsters. Pentekening. Berlijn, Kupferstichkabinett.

## Toeschrijving
De letter A op een veldfles in de Luxuria-afbeelding en op een van de glas-in-loodramen van de Invidia-scène verwijst mogelijk naar Bosch' familienaam 'Van Aken'. Het werk is middenonder gesigneerd 'Jheronimus bosch', maar deze signatuur is erg grof en veel groter dan de overige opschriften en is waarschijnlijk later opgebracht. Het werk is dus niet zonder meer aan Bosch toe te schrijven. Kunsthistoricus Frederik Schmidt-Degener merkte in 1906 op dat de vier hoekmedaillons 'geheel in de trant van Rogier en Memling geschilderd' waren. Charles de Tolnay was echter van mening dat de thematiek op veel punten juist typisch Boschiaans is en terug te vinden is op andere aan Bosch toegeschreven werken. Volgens Bernard Vermet (2001) is alleen de hellescène werkelijk aan Bosch ontleend. Ook noemt hij de landschapjes primitief en niet Bosch-achtig en wijst hij erop, in navolging van Dollmayr (1898) en anderen, dat Don Felipe de Guevara, die omstreeks 1560 het boek Comentarios de la pintura schreef, het werk niet aan Bosch toeschreef, maar aan een discipulo, een leerling. Paul Vandenbroeck voegt daar in dezelfde catalogus (2001) nog aan toe dat de onhandige ondertekening en uitvoering niet aan jeugdige onvolkomenheid kunnen liggen omdat de kleding van sommige burgers pas rond 1495-1505 valt te dateren en dat het werk niet op eikenhout is geschilderd en ook daarom al niet van Bosch kan zijn.
Het Bosch Research and Conservation Project concludeerde eind 2015, na een gedegen onderzoek van zes jaar naar de meeste werken van Bosch, op basis van dezelfde argumenten eveneens dat de Zeven Hoofdzonden niet van Bosch' hand is, maar waarschijnlijk van een tijdgenoot en navolger.

## Datering
Het werk heeft een niet-afneembare lijst en kon daarom niet dendrochronologisch onderzocht worden. In de literatuur die het werk aan Bosch toeschrijft wordt het tot eind 2015 doorgaans een vroeg werk van Bosch genoemd. De kleding van sommige figuren moet echter rond 1500 geplaatst worden. Ook dit wijst volgens Vermet in de richting van een navolger, daar hij de Tuin der Lusten vanwege het primitieve karakter als een vroeg werk beschouwt en het primitieve karakter van het tafelblad volgens hem niet valt rijmen met Bosch' latere stijl.

## Herkomst
De Zeven Hoofdzonden werd in 1939 vanuit het Escorial naar het Museo del Prado overgebracht. Waarschijnlijk liet Filips II van Spanje het werk in 1574 naar het Escorial overbrengen. In dat jaar wordt het samen met een aantal andere werken van Bosch, die ook naar het Escorial overgebracht werden, vermeld als ‘Una tabla en que está pintado los siete pecados mortales con un cerco redondo y en medio dél la figura de Christo Nuestro Señor y à las quatro esquinas de la tabla otros quatro circulos en que está pintado: en uno la muerte, en otro el juycio, en otro el infierno, y en el otro el parayso, de mano de Gerónimo Bosqui, que tiene quatro puies de alto y cinco de ancho’ (Een paneel waarop geschilderd is de Zeven Hoofdzonden in een cirkel met in het midden de figuur van Christus onze Heer en in de vier hoeken van het paneel vier andere cirkels waarin is geschilderd: in de ene de Dood, in de andere het Laatste Oordeel, in de andere de hel en in de andere het Paradijs, van de hand van Jheronimus Bosch, zijnde vier voet hoog en vijf voet breed). Hoe het werk in het bezit kwam van Filips II is onbekend. Wel bezat hij voor circa 1560 van Bosch een schilderij met ‘in een kring de zeven hoofdzonden’.
In 1605 wordt de Zeven Hoofdzonden genoemd door de bibliothecaris van het Escorial, José de Sigüenza. Hij meldt dat het paneel zich op dat moment ‘en el aposento de su Majestad’ (in het slaapvertrek van zijne Majesteit) bevond tegenover een paneel met de zeven sacramenten. In 1912 wordt het werk gesignaleerd in de Salón de Embajadores van het Escorial.